# Jean-Baptiste Boussingault
Jean-Baptiste Joseph Dieudonné Boussingault (Parijs, 2 februari 1802 - aldaar, 11 mei 1887) was een Frans (landbouw)scheikundige. 

## Leven en werk
Boussingault studeerde af als ingenieur aan de mijnbouwschool van Saint-Étienne en verbleef van 1822 tot en met 1832 in Zuid-Amerika, waar hij geologisch en meteorologisch onderzoek deed op aanbeveling van Alexander von Humboldt. Hij doceerde aan de Nationale School voor Mijnbouw in Bogotá (Colombia) en deed onderzoek naar de vulkanen in Ecuador. Stilaan verschoof zijn onderzoek naar de landbouwscheikunde en hij onderzocht onder andere de eigenschappen van coca. Tijdens de onafhankelijkheidsstrijd tegen Spanje werd hij benoemd tot luitenant-kolonel en werd hij gevoegd bij de generale staf van Simon Bolivar. Hij nam deel aan verschillende gevechten.
In 1833 keerde hij naar Europa terug en in 1835 werd Boussingault hoogleraar scheikunde in Lyon. In 1839 werd hij benoemd in Parijs tot hoogleraar en lid van de Académie des sciences. In 1845 volgde zijn benoeming aan het Conservatoire national des arts et métiers te Parijs, waar hij met Jean-Baptiste Dumas samenwerkte en met wie hij onder meer een apparaat voor de analyse van lucht ontwikkelde. Behalve op de chemische analyse, legde hij zich vooral toe op landbouwchemie, waarvan hij in Frankrijk de pionier was. Hij voerde nieuwe methoden in om de voeding van planten en dieren te bestuderen. Zijn proefboerderij in Bechelbronn in de Elzas (1836) is te beschouwen als het eerste landbouwkundig proefstation. Van 1836 tot 1848 was hij vooral de landbouwkundige die veldonderzoek deed, terwijl hij zich na 1851 hoofdzakelijk bezighield met laboratoriumexperimenten, in verband met onder meer stikstofbinding in de bodem. Ook deed hij metallurgische experimenten rond de analyse van de samenstelling van metaal. In 1873 ging hij op pensioen en werd aan het Conservatoire national des arts et métiers vervangen door Schloesing.
Boussingault was ook politiek actief in Frankrijk. In 1848 was hij volksvertegenwoordiger voor de gematigde republikeinen van het departement Bas-Rhin in de Grondwetgevende Vergadering. Hij werd ook verkozen als lid van de Raad van State. In 1876 werd hij benoemd tot grootofficier van het Legioen van Eer.

## Publicaties
- Essai de statique chimique des ltres organists (1841)
- Économie rurale (2 delen, 1843-1844); later herzien onder de titel: Agronomie, chimie agricole et physiologie (5 delen, 1860-1874; 8 delen, 1886-1891).
- Études sur la transformation du fer en acier (1875)